# Premio American Cinematheque
El Premio American Cinematheque es una ceremonia anual que se encarga de reconocer "a un artista extraordinario de la industria del entretenimiento que se dedica plenamente a su trabajo y se compromete a hacer una contribución significativa al arte del cine". Es organizado por la American Cinematheque, una organización cultural sin ánimo de lucro establecida en Los Ángeles y dedicada a la difusión cinematográfica en los Estados Unidos.

## Ganadores

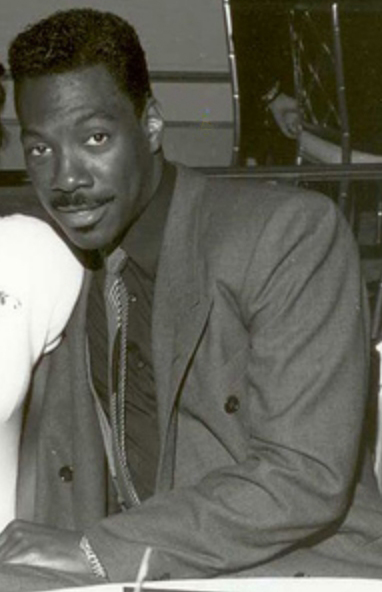
Eddie Murphy ganó en la versión inaugural de los premios

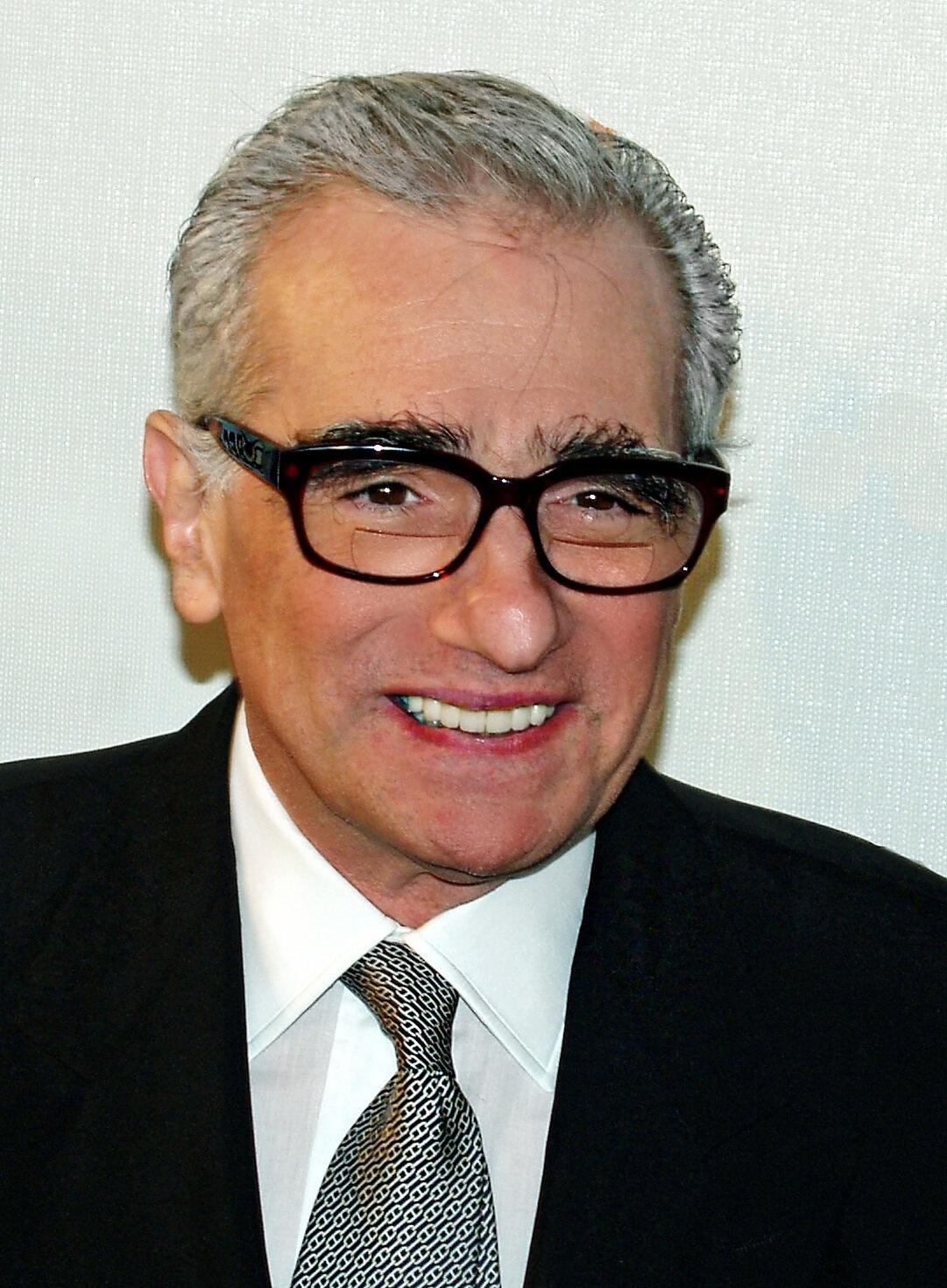
Martin Scorsese obtuvo el premio en 1991

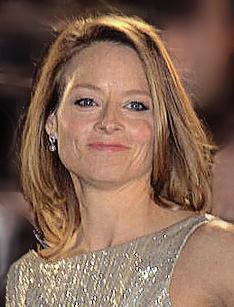
Jodie Foster obtuvo el galardón en la versión de 1999

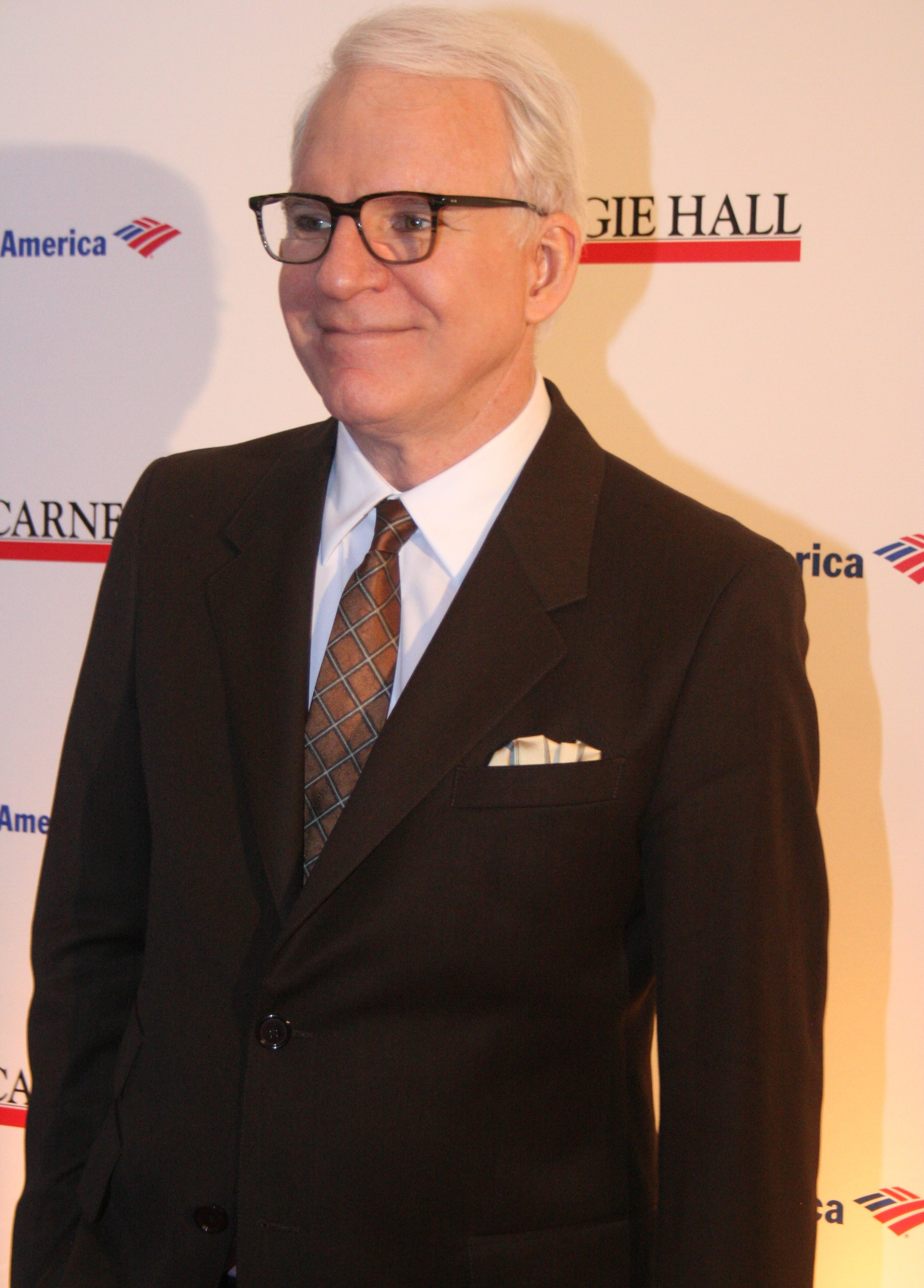
Steve Martin ganó el premio en el año 2004

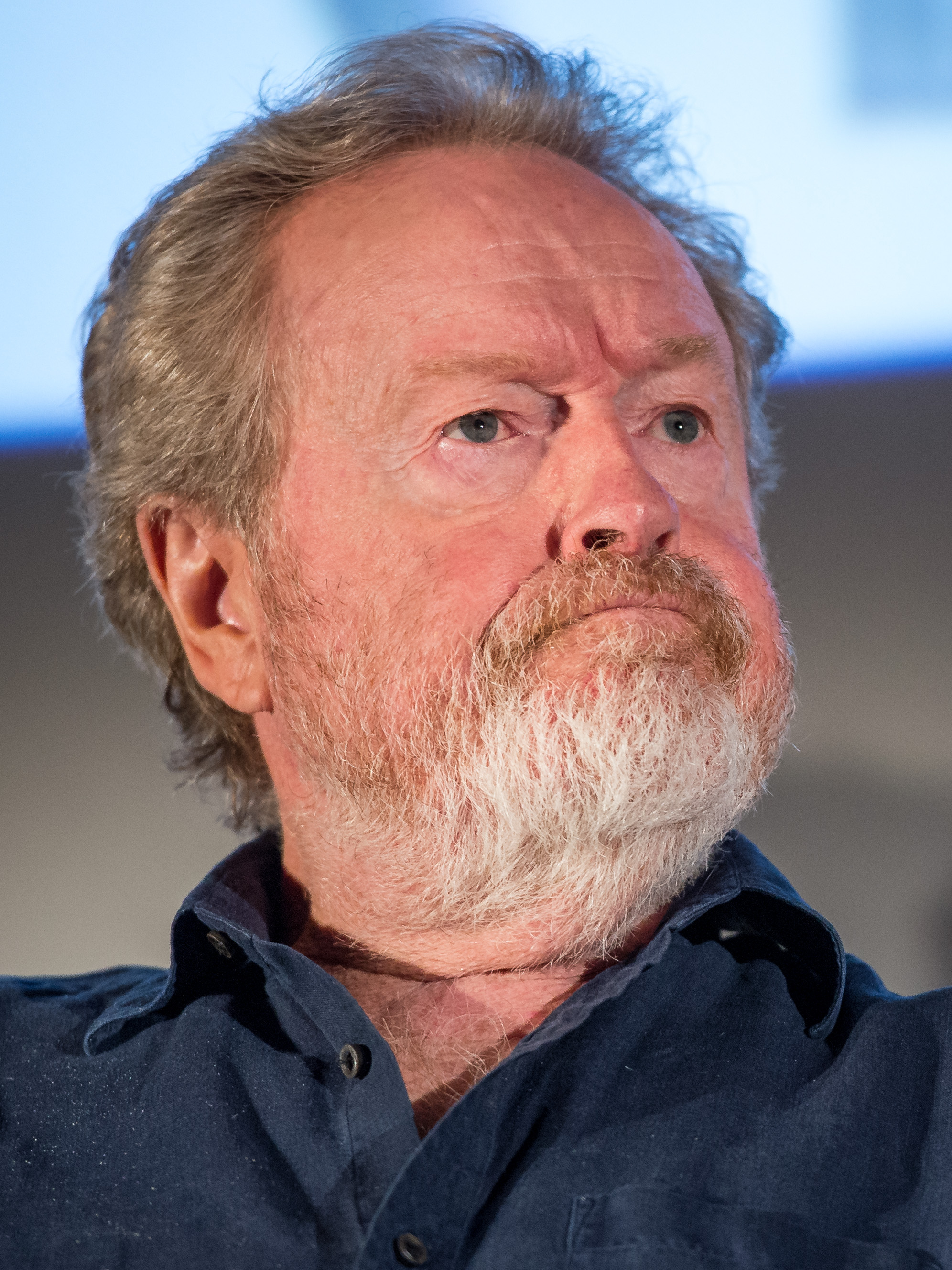
El director Ridley Scottganó el galardón en 2016

| Ganador (a)           | Año  | Edad |
| --------------------- | ---- | ---- |
| Eddie Murphy          | 1986 | 25   |
| Bette Midler          | 1987 | 42   |
| Robin Williams        | 1988 | 35   |
| Steven Spielberg      | 1989 | 43   |
| Ron Howard            | 1990 | 36   |
| Martin Scorsese       | 1991 | 49   |
| Sean Connery          | 1992 | 62   |
| Michael Douglas       | 1993 | 49   |
| Rob Reiner            | 1994 | 47   |
| Mel Gibson            | 1995 | 39   |
| Tom Cruise            | 1996 | 34   |
| John Travolta         | 1997 | 43   |
| Arnold Schwarzenegger | 1998 | 51   |
| Jodie Foster          | 1999 | 36   |
| Bruce Willis          | 2000 | 45   |
| Nicolas Cage          | 2001 | 37   |
| Denzel Washington     | 2002 | 48   |
| Nicole Kidman         | 2003 | 36   |
| Steve Martin          | 2004 | 59   |
| Al Pacino             | 2005 | 65   |
| George Clooney        | 2006 | 45   |
| Julia Roberts         | 2007 | 40   |
| Samuel L. Jackson     | 2008 | 60   |
| Matt Damon            | 2010 | 40   |
| Robert Downey Jr.     | 2011 | 46   |
| Ben Stiller           | 2012 | 47   |
| Jerry Bruckheimer     | 2013 | 56   |
| Matthew McConaughey   | 2014 | 45   |
| Reese Witherspoon     | 2015 | 39   |
| Ridley Scott          | 2016 | 79   |
| Amy Adams             | 2017 | 43   |
| Bradley Cooper        | 2018 | 43   |
| Charlize Theron       | 2019 | 44   |
| Spike Lee             | 2020 | 63   |
| Scarlett Johansson    | 2021 | 36   |

## Ganadores del Premio Sid Grauman
Desde el año 2015 se entrega el Premio Sid Grauman al "invididuo que ha hecho la mayor contribución a la industria cinematográfica de Hollywood en el avance continuo de la exhibición teatral".
| Ganador (a)        | Año  | Ref.        |
| ------------------ | ---- | ----------- |
| Jeffrey Katzenberg | 2015 |             |
| Sue Kroll          | 2016 | [ 4 ] [ 5 ] |
| IMAX               | 2017 | [ 6 ]       |
| Dolby Laboratories | 2018 | [ 7 ]       |
| AMC Theatres       | 2019 |             |